# Еріка Фейрветер
Еріка Фейрветер (англ. Erika Fairweather, 31 грудня 2003) — новозеландська плавчиня.